# Alexis Scholl
Alexis Scholl (11 maart 1996) is een Belgisch voetballer die bij voorkeur als linksback speelt. Hij tekende in 2015 bij SL Benfica.

## Clubcarrière
Scholl is afkomstig uit de jeugdacademie van RSC Anderlecht. In augustus 2015 maakte hij transfervrij de overstap naar SL Benfica, waar hij een vijfjarig contract tekende. Op 12 september 2015 debuteerde de linksachter voor het tweede elftal van Benfica in de Segunda Liga tegen Académico de Viseu. Vier dagen later mocht hij opnieuw meedoen tegen CD Aves.

## Interlandcarrière
Scholl kwam reeds uit voor verschillende Belgische nationale jeugdelftallen. In 2015 debuteerde hij in België –19